# Il monaco che vinse l’Apocalisse
Il monaco che vinse l’Apocalisse (Joachim und die Apokalypse) ist ein italienischer historischer und spiritueller Film aus dem Jahr 2024 unter der Regie von Jordan River, der auf der vom Mystiker Joachim von Fiore  beschriebenen Apokalypse basiert.

## Handlung
30. März 1202 n. Chr. Joachim erwacht aus einem apokalyptischen Traum. In den rauen Bergen gründet er sein Kloster auf Hoffnung und nennt es „Fiore“ (Blume). Er schreibt die Prophezeiung des „Dritten Zeitalters“ auf Pergament. Er erklärt die Bedeutung des siebenköpfigen Drachen. Joachim kehrt für seine neue Reise in die schneebedeckten Berge zurück, im Bewusstsein, dass „die Blume noch keine Frucht ist“, sondern „die Hoffnung auf Frucht“.

## Auszeichnungen
Der Film erhielt unter anderem die folgenden Auszeichnungen:
- Best Script Awards (London, UK)
  - 2024 – Best Script Award[1]
- Global Music Awards (Los Angeles, USA)
  - 2024 – Gold Medal Original Score[2]
- Accolade Global Film Competition (Los Angeles, USA)
  - 2024 – Award of Excellence Original Score
- Your Way International Film Festival (Malta)
  - 2024 – Best Original Score
- Tracks Music Awards  (Los Angeles, USA)
  - 2024 – Best Original Score
- Septimius Awards (Amsterdam, Netherlands)
  - 2024 – Nomination Best Costume Design
  - 2024 – Nomination Best Soundtrack
  - 2024 – Nomination Best Makeup & Hairstyling
  - 2024 – Nomination Best European Actor.[3]
- Terni International Film Festival.[4]
  - 2024 – Best Film
  - 2024 – Best Photography
  - 2024 – Best Scenography
  - 2024 – Best VFX
- 78° Festival internazionale del cinema di Salerno
  - 2024 – Best Film.[5]

## Kinostart
Der Film kam am 5. Dezember 2024 in Italien in die Kinos.
Die US-Premiere fand am 26. Februar 2025 im TCL Chinese Theatre in Hollywood statt, einer offiziellen Auswahl des 20. Los Angeles Film Festivals.